# Hannelore Schmidt
Hannelore "Loki" Schmidt, född Glaser den 3 mars 1919 i Hamburg, död 21 oktober 2010 i Hamburg-Langenhorn, Hamburg, var hustru till Tysklands förbundskansler Helmut Schmidt och känd för sitt naturskyddsengagemang och botanikintresse.

## Biografi
Hannelore Glaser var dotter till Hermann och Gertrude Glaser. Familjen hade tre barn och levde under enkla förhållanden i Hamburg-Hammerbrook. Redan som liten flicka tog hon smeknamnet ”Loki” (efter Loke). När fadern som var elektriker på ett varv blev arbetslös 1931, började fru Glaser arbeta som sömmerska. Hannelore gick i en samskola under gymnasiet och träffade sin blivande man Helmut Schmidt.
Efter studenten 1937 anmälde hon sig till rksarbetstjänsten och efter det studerade Loki Glaser pedagogik för att bli folkskollärare. 1942 gifte hon sig med Helmut Schmidt i Hambergen, en kommun 25 km norr om Bremen. Paret fick två barn, 1944 Helmut Walter, som dog i späd ålder, och 1947 Susanne.
Hennes man var krigsfånge och blev fri 1945. Han studerade statsvetenskap och ekonomi i fyra år. Under denna tid var Schmidt ensam försörjare. Hon arbetade som lärare i grundskola och gymnasium fram till 1974.

### Kanslerhustru

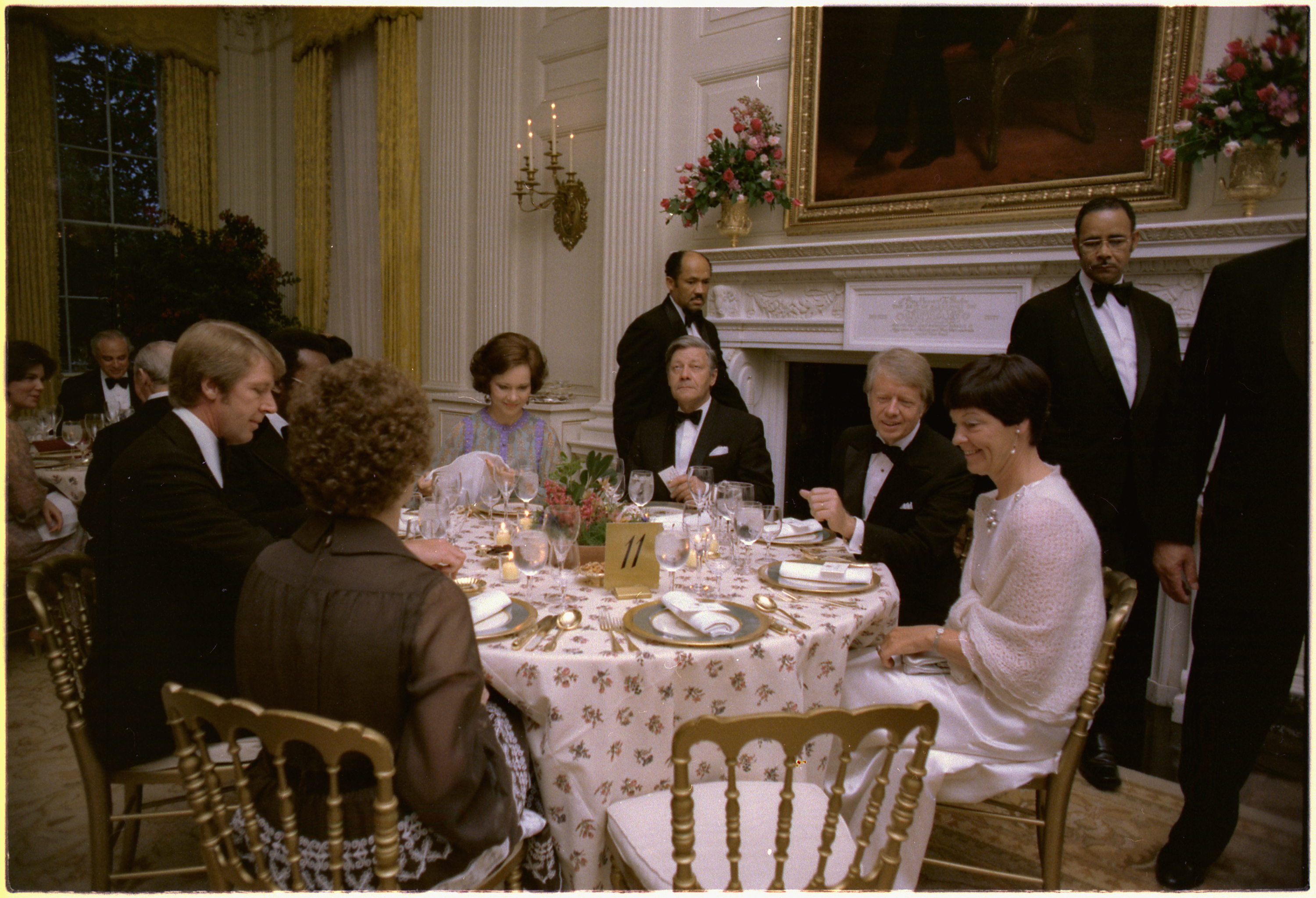
Helmut och Hannelore Schmidt hos Jimmy och Rosalynn Carter i Vita Huset.

Helmut Schmidt efterträdde Willy Brandt som Västtysklands femte förbundskansker 1974. Schmidt utförde ceremoniella uppgifter som Västtysklands första dam och engagerade sig i växt- och naturvård. Hon grundade Stiftelsen för skydd av utrotningshotade växter. Stiftelsen delar priset Loki Schmidts Silverplanta till människor som arbetar med miljövård och väljer Årets blomma.

### Senare år
När hon inte längre var landets första dam engagerade hon sig i Hamburgs råd för naturskydd och miljödesign. Hon deltog i forskningsresor i regi av Max Planck-sällskapet och besökte bland annat Nakurusjön i Kenia och Galapagosöarna i Ecuador.

## Eftermäle

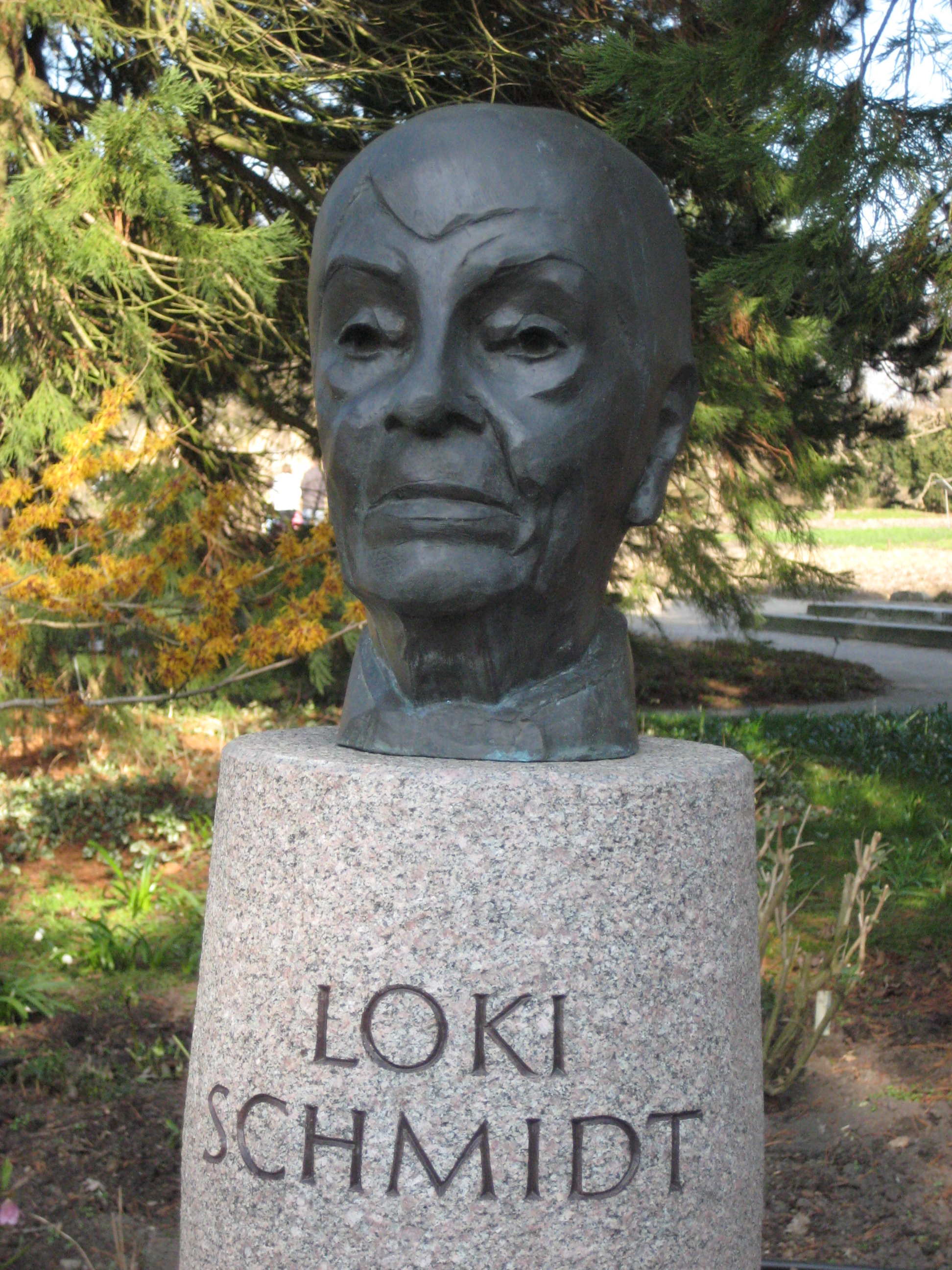
Byst av Loki Schmidt i Hamburgs botaniska trädgård

- Byst i Botaniska trädgården i Hamburg
- Loki-Schmidt-Platz, ett torg i stadsdelen Winterhude i Hamburg.
- Loki-Schmidt-Schule, där Schmidt undervisade i 13 år.